# Nous – La voix du peuple
Ne doit pas être confondu avec La Voix du peuple.
Nous – La voix du peuple (en serbe : Mi—Glas iz naroda, en serbe en écriture cyrillique : Ми—Глас из народа ; abrégé MI–GIN) est une organisation politique populiste serbe. Son principal représentant est Branimir Nestorović, un important pneumologue et théoricien du complot. Le MI–GIN obtient une représentation nationale à l'Assemblée nationale de Serbie et à l'Assemblée municipale de Belgrade à la suite des élections législatives et des élections municipales de 2023.

## Histoire

### Contexte et formation
Lors des élections législatives serbes de 2022, Branimir Nestorović apporte son soutien à la liste Dveri-POKS, ce soutien permettant à liste d'attirer des voix. Cependant après les élections, Nestorović déclare qu'il n'est pas satisfait de la liste Dveri et que la Serbie « mérite une option nationale, non partisane, honnête et décente. Avec des gens qui n'échangeront pas de mandats et de votes après les élections ».
Nestorović annonce la fondation de son mouvement le 23 juin 2023.

### Élections de 2023
Le mouvement annonce le 27 octobre 2023, qu'il participe aux élections législatives serbes de 2023. Avant cette annonce, ce dernier s'articule principalement autour d’une chaîne YouTube,. Le 26 novembre 2023, le mouvement soumet ses 10 000 signatures à la Commission électorale de la république de Serbie, et le 27 novembre, il est enregistré pour les élections législatives de 2023. Nestorović déclare que la campagne est menée uniquement avec l'aide des médias sociaux et que « l'espace approprié » pour une campagne n'a pas été accordé au mouvement. Selon certaines informations, 12 000 euros auraient été dépensés pour cette campagne. 
À la suite des élections municipales à Belgrade, Nestorović rejette la possibilité de rejoindre une coalition, que ce soit celle du SNS ou du SPN.

## Idéologie et plateforme
Au cours de la campagne de 2023, Nestorović attire l'attention sur la faiblesse du système de santé de la Serbie et appel à son amélioration.

## Résultats électoraux

### Élections législatives
| Année | Tête de liste       | Voix    | %    | Sièges   | Gouvernement |
| ----- | ------------------- | ------- | ---- | -------- | ------------ |
| 2023  | Branimir Nestorović | 178 830 | 4,69 | 13 / 250 | Opposition   |

### Élections municipales à Belgrade
| Année | Tête de liste       | Voix   | %    | Sièges  | Gouvernement |
| ----- | ------------------- | ------ | ---- | ------- | ------------ |
| 2023  | Aleksandar Jerković | 50 402 | 5,50 | 6 / 110 | Opposition   |